# Drei Ehrengesellschaften Kleinbasels

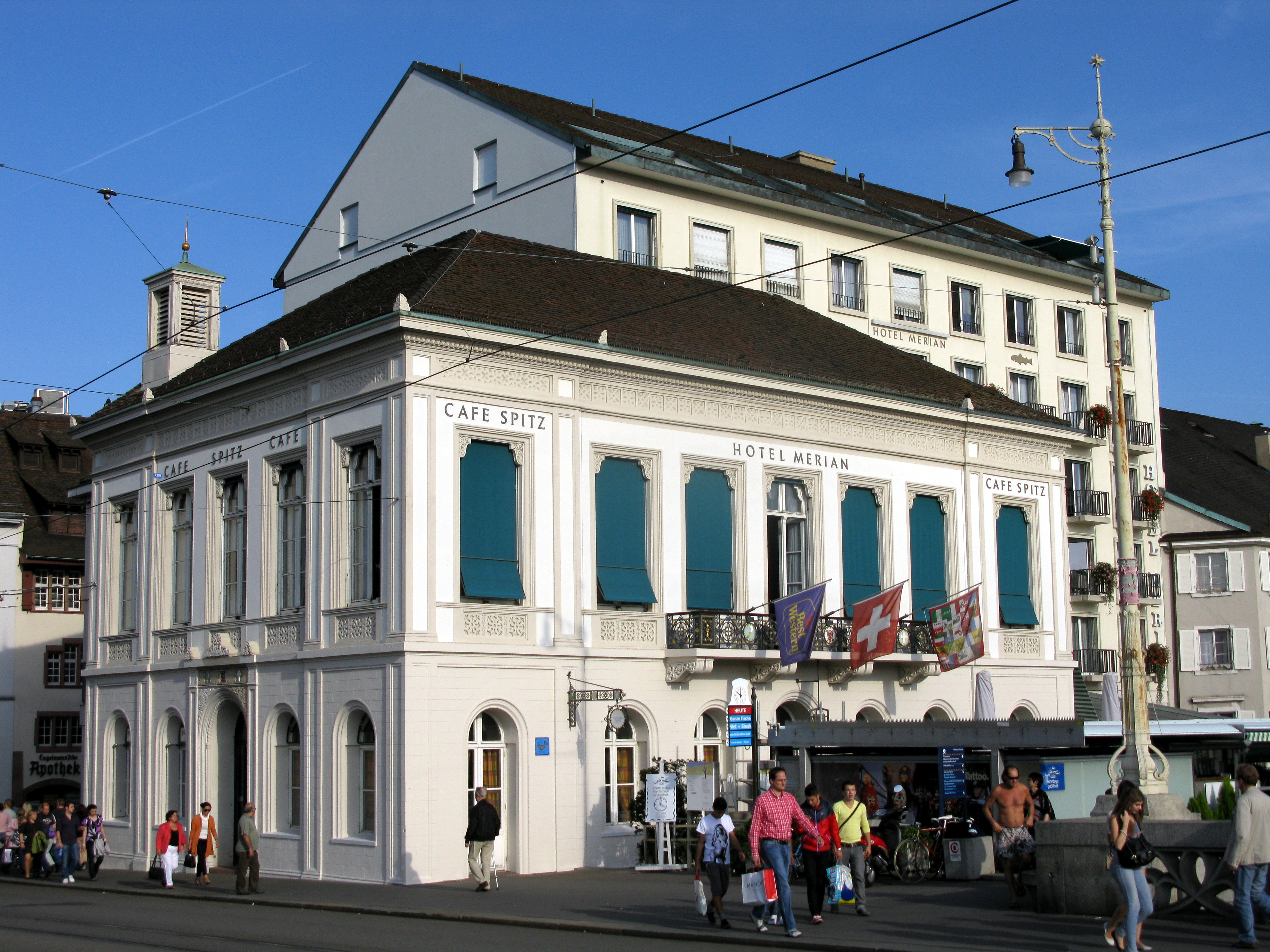
Versammlungslokal Café Spitz

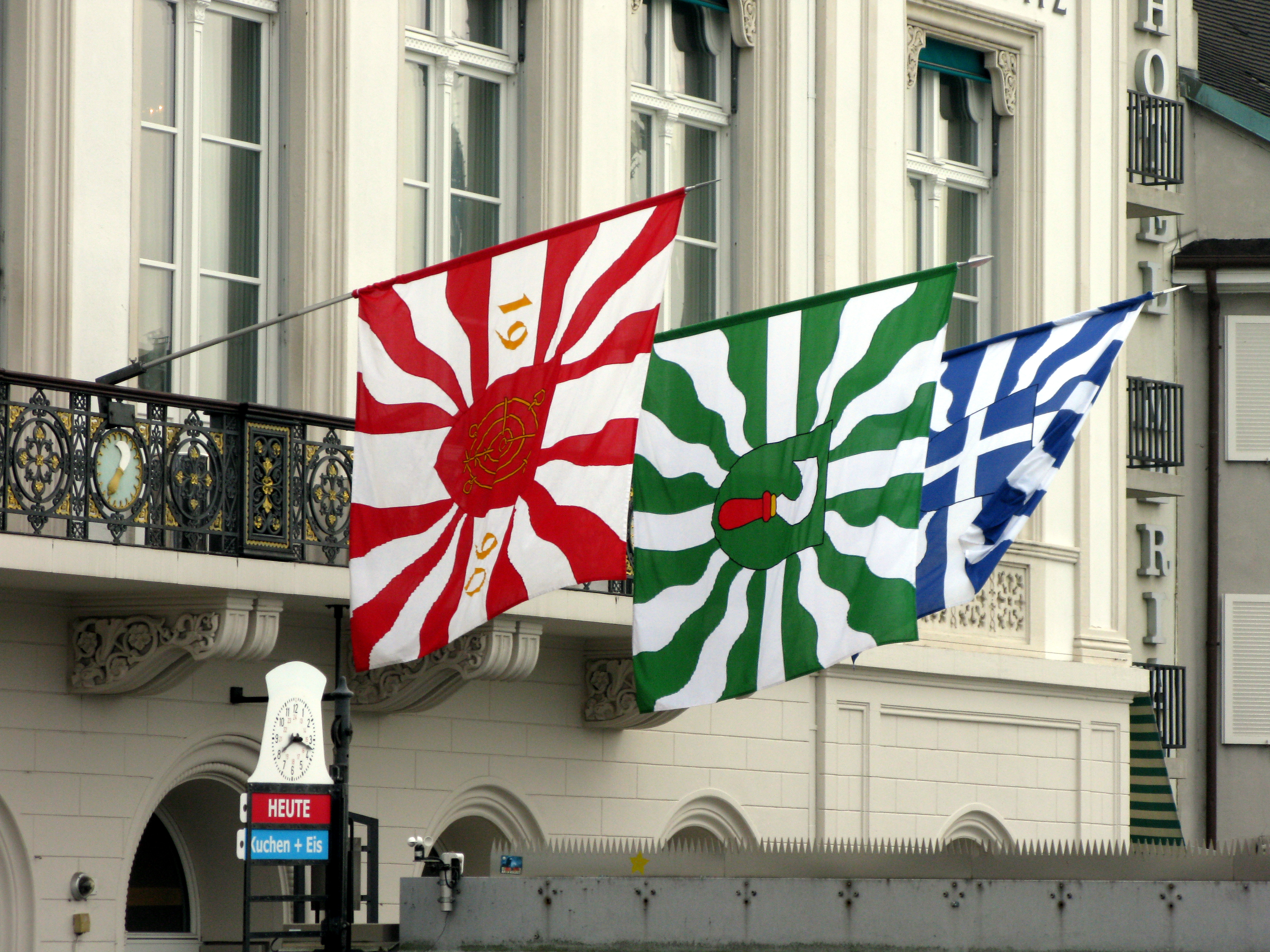
Flaggen der drei Ehrengesellschaften am Café Spitz

Die Drei Ehrengesellschaften Kleinbasels (meist kurz die «3 E» genannt) wurden im Mittelalter zur Bewachung des Kleinbasler Abschnitts der Basler Stadtmauer eingerichtet. Darüber hinaus waren ihnen auch gewisse administrative und richterliche Aufgaben übertragen. Später spielten die Ehrengesellschaften beim Vormundschaftswesen eine hervorragende Rolle.

## Gründung
Datum und Umstände der Gründung der drei Gesellschaften sind unbekannt. Sicher ist, dass sie bereits vor der Vereinigung von Gross- und Kleinbasel von 1392 bestanden. Erstmals urkundlich nachgewiesen sind sie:
- Gesellschaft zum Rebhaus: 1304
- Gesellschaft zur Hären: 1384
- Gesellschaft zum Greifen: 1409

## Mitgliedschaft
Da die Gesellschaften ursprünglich vor allem eine militärische Bedeutung hatten, war die Mitgliedschaft für alle Kleinbasler Männer obligatorisch. Die Zuteilung zu einer bestimmten Gesellschaft erfolgte nach dem Beruf, sie waren aber keine Zünfte.
Zum Zeitpunkt der Vereinigung von Gross- und Kleinbasel (1392) war das Zunftwesen in (Gross-)Basel bereits voll ausgebildet. Nach der Vereinigung wurden die Kleinbasler Gesellschaften nicht zu Zünften erhoben, sondern die Gewerbetreibenden mussten einer Grossbasler Zunft beitreten. Somit war also für Kleinbasler Gewerbetreibende die Doppelmitgliedschaft in Ehrengesellschaft und Zunft obligatorisch. Eine solche ist auch heute noch möglich. Den Eid legten Kleinbasler bei der Ehrengesellschaft und nicht bei der Zunft ab.
Heute gehören jeder Ehrengesellschaft rund 150 männliche Basler Bürger mit Wohnsitz im Kleinbasel an. Öffentlich in Erscheinung treten sie vor allem jeweils im Januar mit der Durchführung des Vogel Gryff.

## Zuteilung nach Berufen
Ursprünglich war die Zuteilung zu einer bestimmten Gesellschaft durch den Beruf vorgegeben. Heute besteht diesbezüglich kein Zusammenhang mehr.
- Gesellschaft zum Rebhaus: Rebleute, Gärtner, Ackerbauern
- Gesellschaft zur Hären: Fischer, Jäger, Landbesitzer
- Gesellschaft zum Greifen: Sattler, Wagner, Schmiede; später: Posamenter